# Сборная Венгрии по мини-футболу
Национальная сборная Венгрии по мини-футболу (венг. Magyar Labdarúgó-szövetség) представляет Венгрию на международных соревнованиях по мини-футболу. Сумела квалифицироваться лишь на самый первый чемпионат мира, однако там показала хороший результат, дойдя до второго раунда. На чемпионат Европы квалифицировалась только в 2005 году, где не прошла дальше группового этапа.

## Текущий состав
Состав на чемпионате Европы 2016 года
| №  | Футболист              | Дата рождения | Клуб           |
| -- | ---------------------- | ------------- | -------------- |
| 1  | Чаба Тиханьи (вр)      | 13.07.1981    | Береттьоуйфалу |
| 2  | Норберт Эреглаки (защ) | 29.08.1981    | Халадаш        |
| 3  | Бенце Клачак (защ)     | 18.02.1995    | Дунауйварош    |
| 4  | Петер Немет            | 31.08.1981    | Веспрем        |
| 5  | Рихард Давид (защ)     | 14.08.1990    | Береттьоуйфалу |
| 6  | Янош Тренченьи (защ)   | 02.07.1980    | Береттьоуйфалу |
| 7  | Норберт Хорват (защ)   | 05.12.1992    | Дунауйварош    |
| 8  | Сабольч Сеги (нап)     | 18.07.1991    | Арамис         |
| 9  | Янош Рабль (нап)       | 15.06.1989    | Береттьоуйфалу |
| 10 | Акош Харниш (нап)      | 24.08.1987    | Дьор           |
| 11 | Золтан Дрот (нап)      | 14.09.1988    | Кайрат         |
| 12 | Дьюла Тот (вр)         | 28.06.1982    | Дьор           |
| 13 | Адам Хоссу (нап)       | 20.02.1993    | Дунауйварош    |
| 14 | Иштван Галь (защ)      | 18.05.1986    | Береттьоуйфалу |

Главный тренер: Сито Ривера
Тренеры: Жолт Фехер, Габор Короловский
Технический директор: Мартон Холло
Менее года с момента последнего вызова
| Футболист            | Дата рождения | Клуб           |
| -------------------- | ------------- | -------------- |
| Габор Маткович (вр)  | 02.05.1984    | Дьор           |
| Адам Ваш (защ)       | 05.09.1995    | Веспрем        |
| Петер Комароми (защ) | 16.02.1992    | Береттьоуйфалу |
| Норберт Ловаш (защ)  | 28.04.1985    | Ньирдьюлай     |
| Петер Сабо (защ)     | 30.05.1993    | Береттьоуйфалу |
| Марк Апатини (нап)   | 28.04.1995    | Гёчей          |
| Даниэль Карач (нап)  | 08.12.1994    | Ференцварош    |
| Тамаш Лоди (нап)     | 02.09.1982    | Дьор           |
| Милан Хаймаши (нап)  | 13.02.1995    | Халадаш        |

## Турнирные достижения

### Чемпионат мира по мини-футболу
- 1989 — 2-й раунд
- 1992 — не квалифицировалась
- 1996 — не квалифицировалась
- 2000 — не квалифицировалась
- 2004 — не квалифицировалась
- 2008 — не квалифицировалась
- 2012 — не квалифицировалась
- 2016 — не квалифицировалась
- 2021 — не квалифицировалась

### Чемпионат Европы по мини-футболу
- 1996 — не участвовала
- 1999 — не квалифицировалась
- 2001 — не квалифицировалась
- 2003 — не квалифицировалась
- 2005 — 1-й раунд
- 2007 — не квалифицировалась
- 2010 — 1-й раунд
- 2012 — не квалифицировалась
- 2014 — не квалифицировалась
- 2016 — 1-й раунд
- 2018 — не квалифицировалась
- 2022 — не квалифицировалась

## Главные тренеры
- Йожеф Тайти
- Имре Комора
- Имре Геллеи
- Имре Риттер
- Йожеф Бот
- Геза Шари
- Йожеф Муха
- Андраш Сабо
- Михай Козьма
- Тамаш Франк
- 2013—  Сито Ривера

## Интересные факты
- За сборную несколько матчей сыграл известный пианист Адам Дьёрдь.
- Михай Бороштьян, Иштван Брокхаузер и Карой Гелеи выступали как за сборную по футболу, так и по мини-футболу.